# Ulica Szewska w Szczecinie
Ulica Szewska – ulica o długości 134,7 m zlokalizowana na obszarze szczecińskiego Starego Miasta, w dzielnicy Śródmieście. Przebiega z południowego wschodu na północny zachód, łącząc ulicę Księcia Mściwoja II z ulicą Grodzką. Nawierzchnia składa się z betonowych płyt. Przejezdny jest jedynie krótki początkowy odcinek ulicy, pozwalający na dojazd do posesji; na pozostałych odcinkach ulica ma formę ciągu pieszego.

## Historia
Najstarsze wzmianki o obszarze ulicy Szewskiej pochodzą z XIV w. W tym czasie ulicę tę od położonego przy niej młyna końskiego zwano „ulicą końskiego kieratu” (platea molae equinae, 1306). Wpis dokonany trzy lata później świadczy o tym, iż północna część ulicy zwana była także „przy mennicy” (apud monetam, 1309) od budynku mennicy miejskiej usytuowanej na parceli nr 4. Południową część ulicy określano z kolei mianem „przy aptece” (by der apoteken, 1432; nawiązanie do apteki mieszczącej się na parceli nr 28) lub „przy rusznikarni” (by dem bussenhuse, 1521; nawiązanie do rusznikarni książęcej na parceli nr 27). W 1523 r. na określenie całej ulicy pojawia się nazwa „ulicy Szewskiej” (schostrate) związana z profesją rzemieślników zamieszkujących domy przy tej ulicy. W 1698 r. w miejscu zabudowań apteki wzniesiono barokową kamienicę, w której także umieszczono aptekę. W latach 1833–1835 na miejscu kamienic na narożniku z ulicą Panieńską powstał budynek giełdy.
W czasie bombardowań alianckich w latach 40. XX wieku zabudowa ulicy została zniszczona. Po wojnie ruiny kamienic oraz budynku mennicy rozebrano, pozostawiając jedynie wypalony gmach giełdy, który miał zostać odbudowany z przeznaczeniem na Urząd Zatrudnienia. Ostatecznie został on jednak wyburzony w 1951 r. W latach 60. XX wieku, w ramach projektu budowy na Podzamczu nowego osiedla bloków mieszkalnych, ulica Szewska została wytyczona na nowo. Zdecydowano się jednak zmienić jej przebieg poprzez wyprostowanie północnego odcinka i nadanie jej formy ciągu pieszego.

## Zabudowa
Poniższa tabela zawiera opis wybranych budynków stojących niegdyś przy ulicy.
| Adres i nazwa                                  | Zdjęcie | Zbudowano | Zniszczono        | Opis |
| ---------------------------------------------- | ------- | --------- | ----------------- | --- |
| Schuhstraße 4 Stara mennica                    |         | XIV wiek  | II wojna światowa | Mennica miejska bijąca monety w czasach Księstwa pomorskiego i szwedzkiego panowania. Zlikwidowana w 1715 r. po zajęciu Szczecina przez Prusy i adaptowana do innych celów. Spalona w czasie II wojny światowej i nieodbudowana. Współcześnie w jej miejscu znajduje się blok mieszkalny.                                        |
| Schuhstraße 28 Kamienica Abrahama Wichenhagena |         | 1698 r.   | II wojna światowa | Kamienica zbudowana w 1698 r. w miejscu wcześniejszych zabudowań mieszczących aptekę. W 1706 r. własność aptekarza Abrahama Wichenhagena. Zniszczona w czasie szwedzkiego najazdu. Odbudowana w 1713 r. z przeznaczeniem na Królewską Aptekę Dworsko-Garnizonową. Przebudowana w 1770 r. Zniszczona w czasie II wojny światowej. |

## Kalendarium zmian nazwy ulicy
| Czas obowiązywania  | Nazwa                    |
| ------------------- | ------------------------ |
| 1306                | platea molae equinae     |
| ~1523–1945          | schostrate / Schuhstraße |
| od lat 60. XX wieku | Szewska                  |

## Galeria

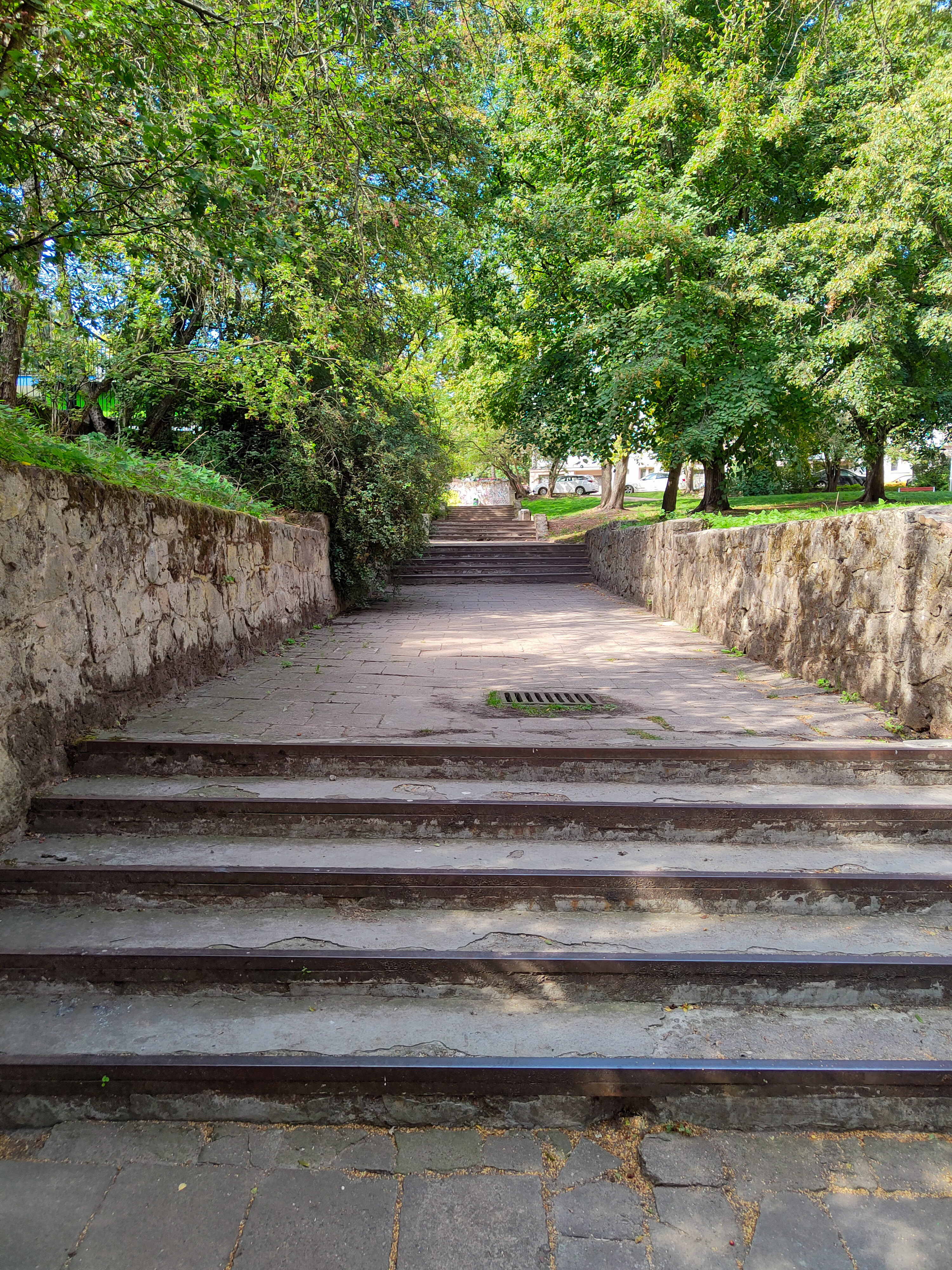
Widok w kierunku ulicy Grodzkiej
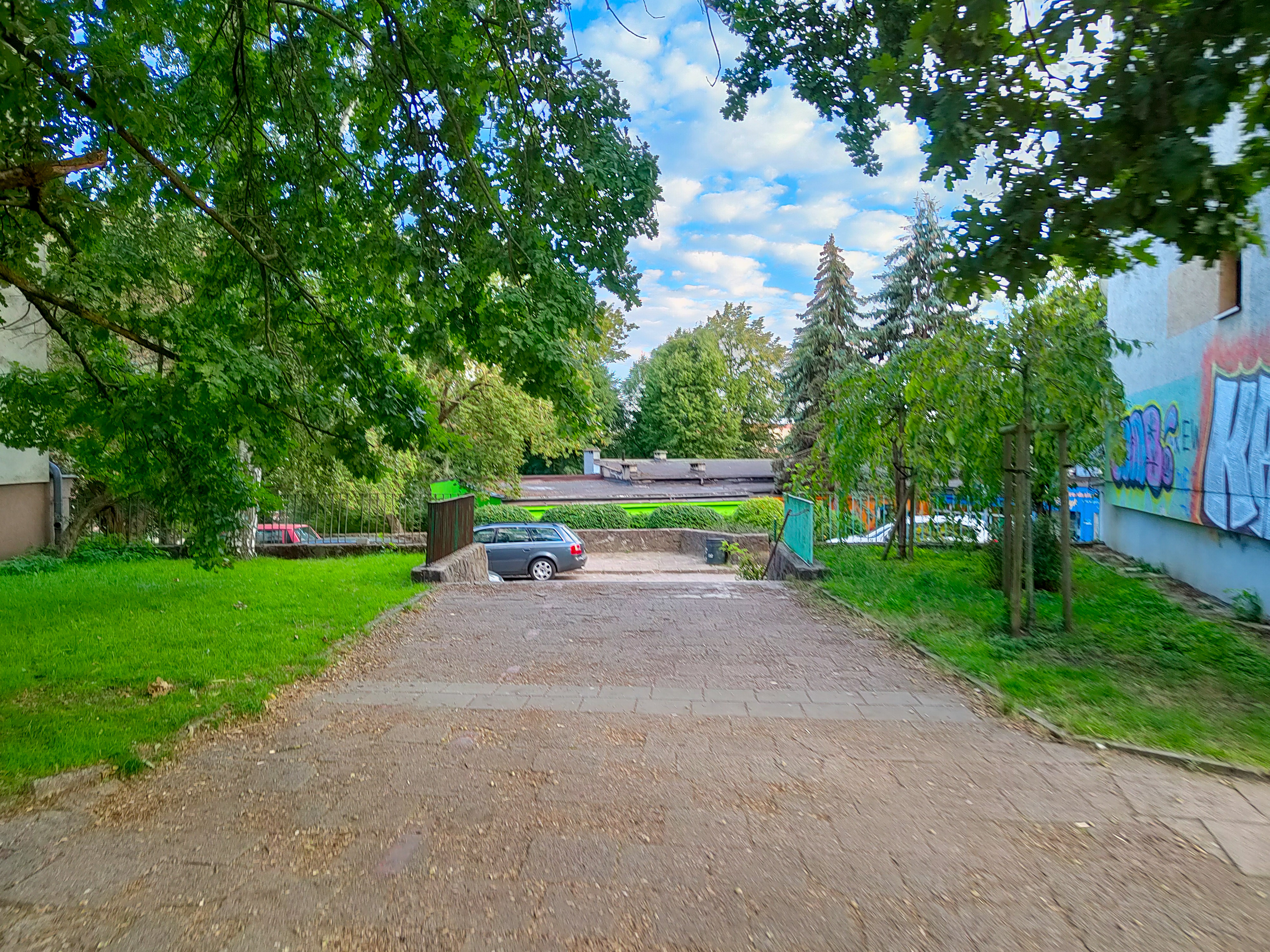
Widok z ulicy Grodzkiej
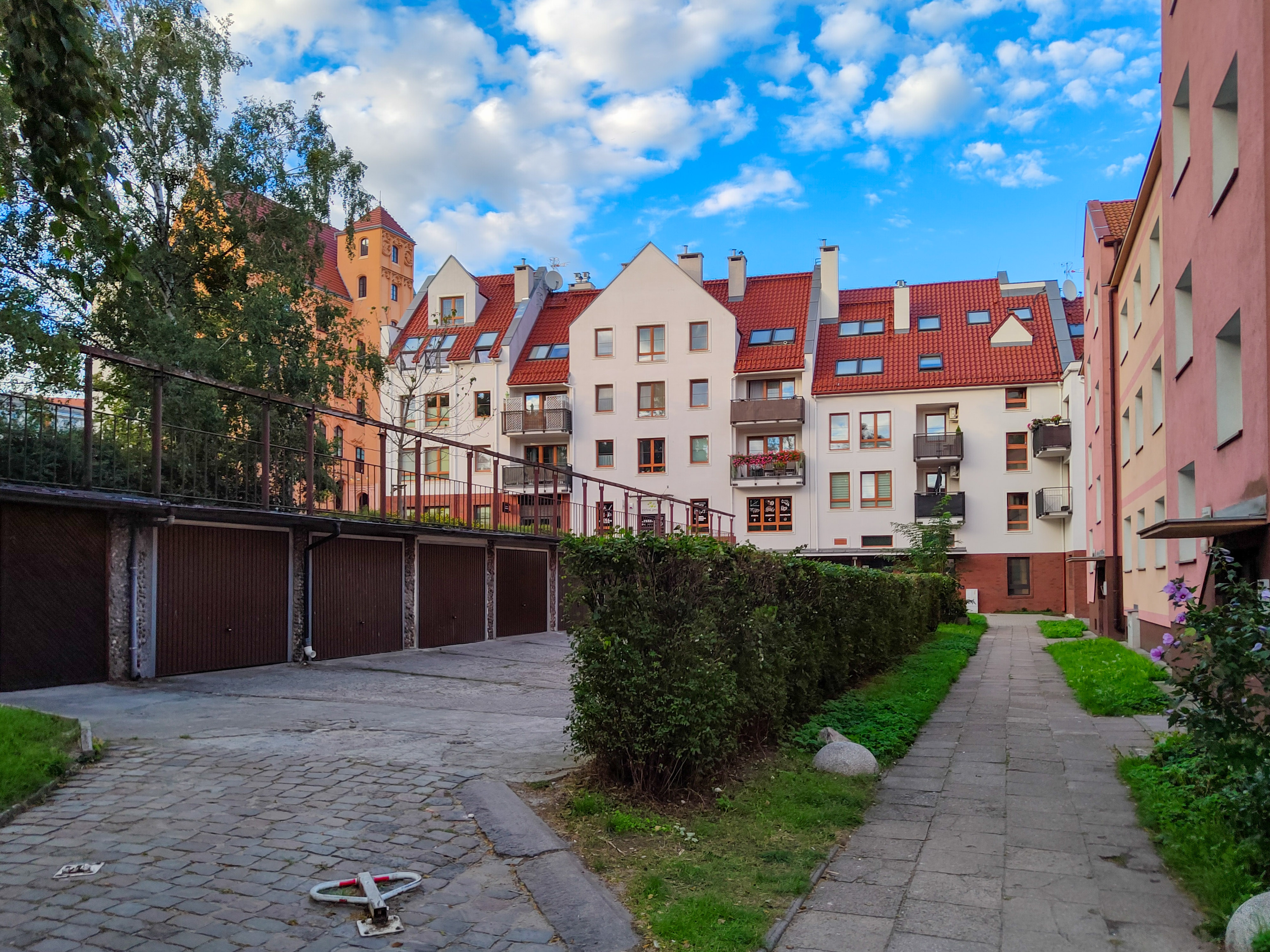
Widok na zabudowę ulicy Kurkowej
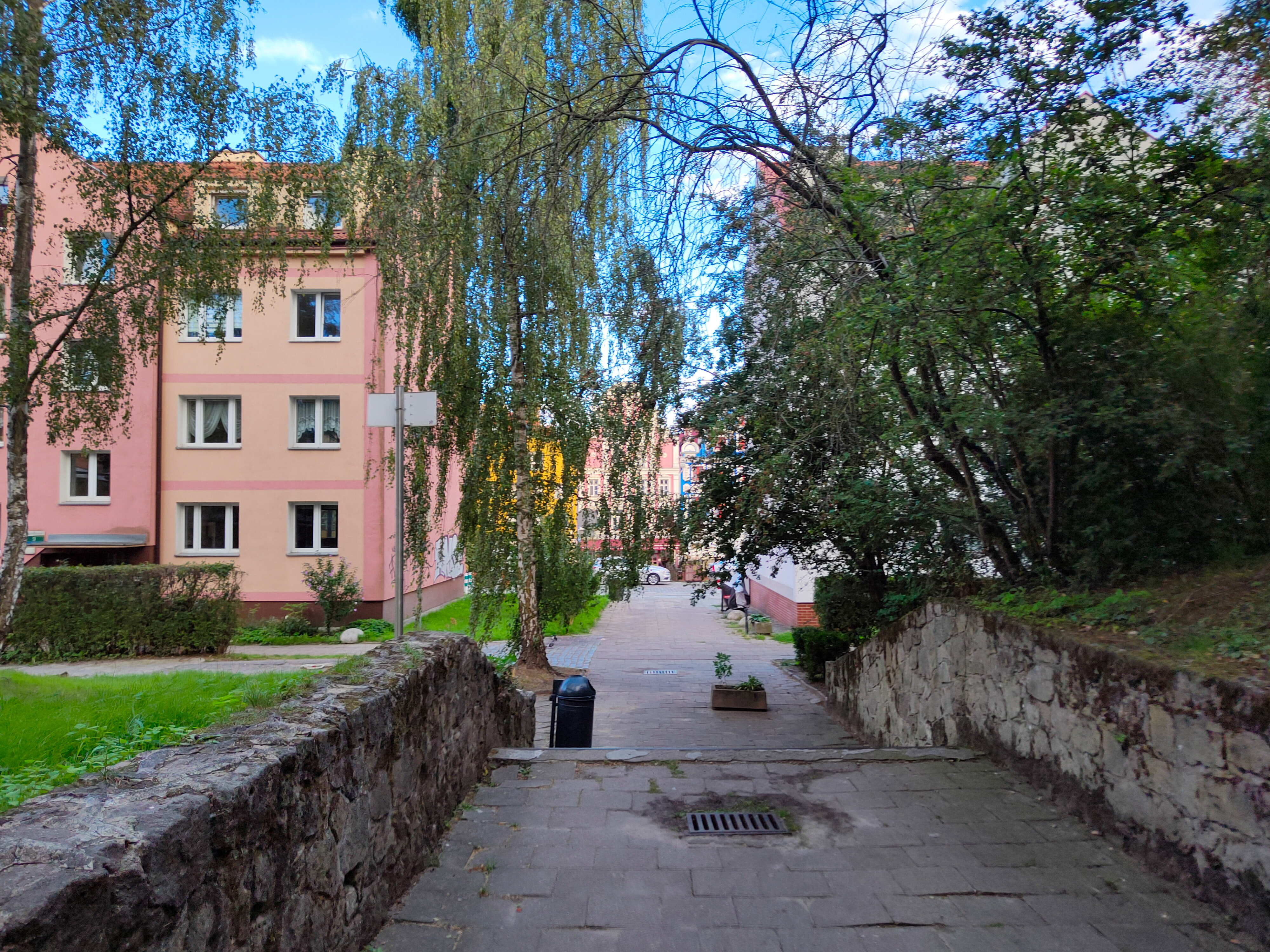
Widok w kierunku Rynku Siennego